# Sanankuya
Sanankuya (también sanankou(n)ya, sinankun, senenkun, senankuya) se refiere a una característica social presente especialmente entre los pueblos mande de Malí, Guinea y Gambia, así como muchas sociedades de África Occidental en general. Se trata de una relación de amistad cercana o fraternidad.
Además de las relaciones sanankuya que están preestablecidas entre ciertos clanes étnicos o profesionales, también se puede establecer una relación sanankuya entre dos participantes dispuestos que hayan "roto el hielo". Aquellos en una relación sanankuya pueden tratarse unos a otros como primos o familiares cercanos con quienes se intercambian chistes familiares o insultos humorísticos. Se considera un elemento esencial de Mande o de la sociedad de África Occidental en general y fue supuestamente ordenado como un deber cívico en el Kurukan Fuga, la Constitución oral del Imperio de Malí, por Sundiata Keita en c. 1236.
Por ejemplo, los clanes Traoré y Koné mantienen una relación sanankuya con los miembros de los demás, y uno de los chistes más importantes es que cada clan acusará al otro de amar comer frijoles más.